# 빌헬름 슈타이니츠

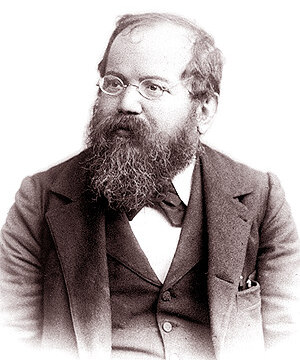
빌헬름 슈나이니츠.

빌헬름 슈타이니츠(Wilhelm Steinitz, 1836년 5월 17일 ~ 1900년 8월 12일)는 오스트리아와 미국의 체스 마스터 플레이어이며 1886년부터 1894년까지 월드 체스 챔피언이다. 그는 매우 영향력있는 작가이자 체스 이론가이기도 하다.

## 생애
슈타이니츠는 1836년 5월 17일 프라하에서 태어났다. 13명의 아들 중 막내인 슈타이니츠는 12살에 체스를 하였다. 빈의 빈 기술 대학교에서 수학을 공부하기 위해 1857년 프라하를 떠난 뒤 20대에 이르러 체스에 진지하게 임하게 되었다. 대학교에서 2년을 보냈다.
1850년대 말 체스 실력이 급속히 높아져서, 1859년 빈 챔피언십에서 3위를 차지했다가 1861년 30/31점으로 1위로 올라섰다. 이 기간 동안 그의 별명은 오스트리아의 모피였다. 이러한 성취는 그가 오스트리아에서 가장 강력한 플레이어가 되었음을 의미한다.